# Weißensee (Füssen)

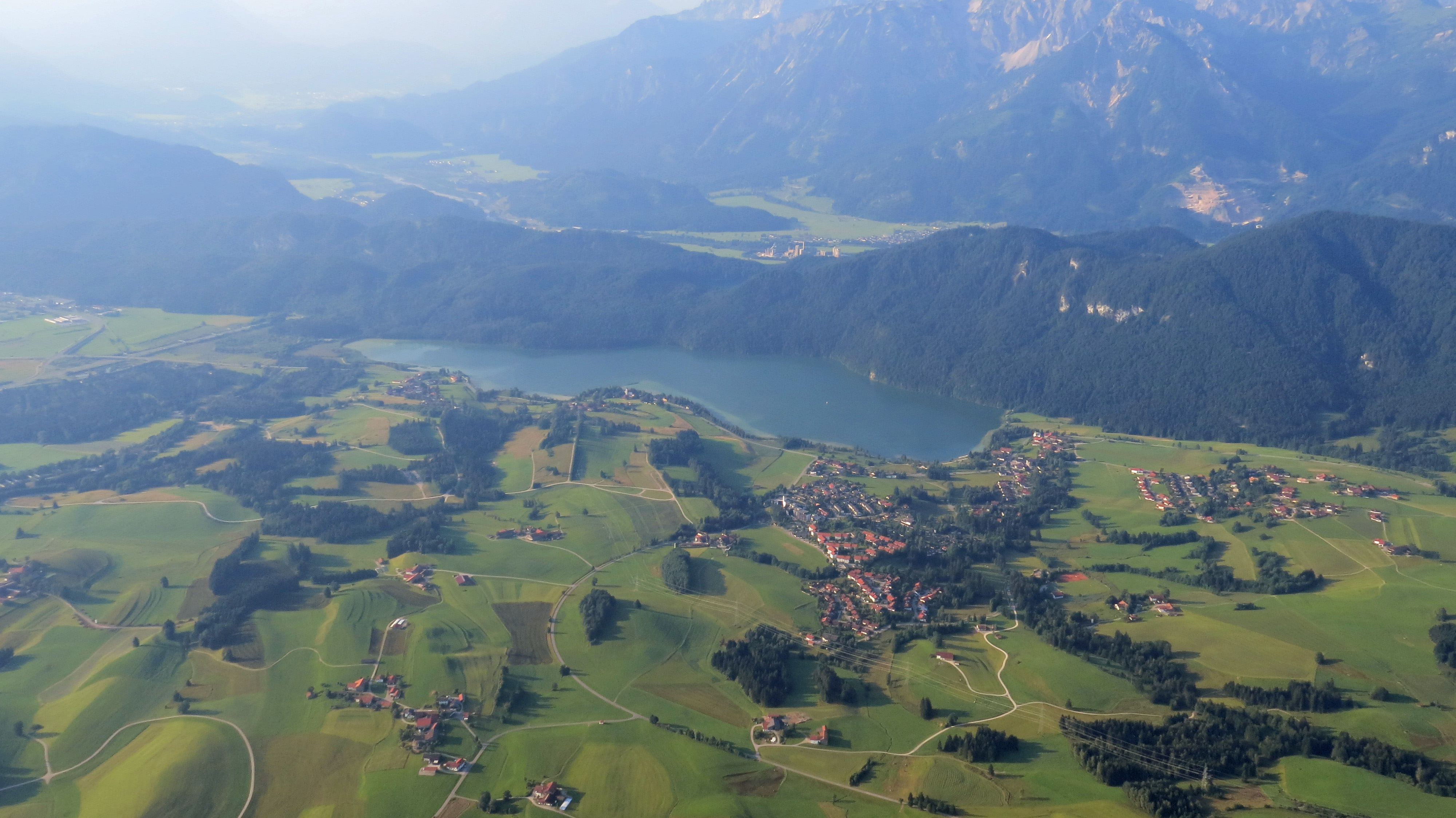
Luftaufnahme von Weißensee

Weißensee ist eine ehemalige Gemeinde im Landkreis Ostallgäu in Bayern, die an das Nordufer des gleichnamigen Sees angrenzte. Sie wurde 1978 in die Gemeinde der Stadt Füssen eingegliedert, ihr Gebiet entspricht der heutigen Gemarkung Weißensee. Der kleine, um die Pfarrkirche St. Walburga gelegene Ortsteil trägt ebenfalls den Namen Weißensee.

## Geografie

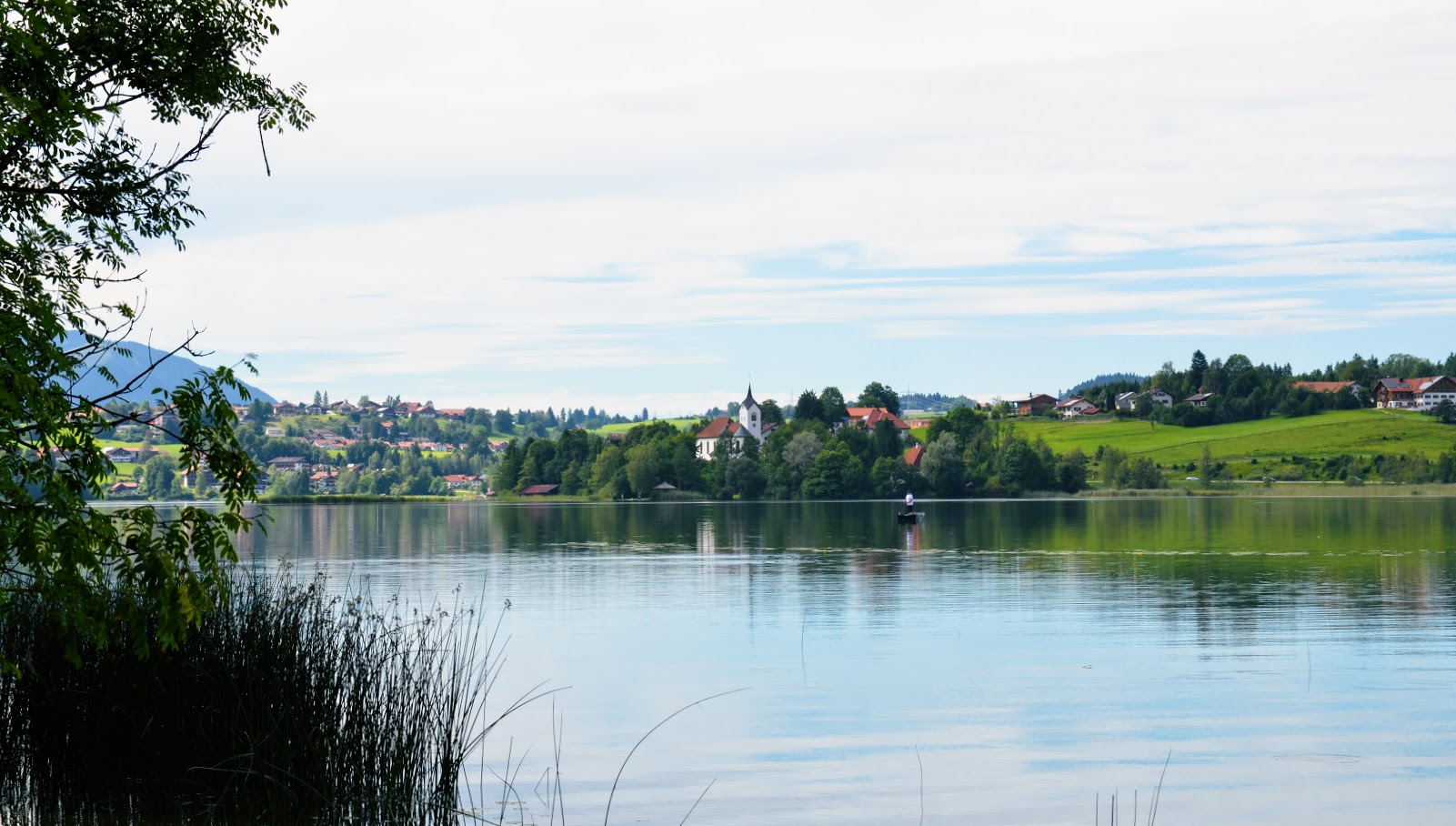
Blick auf Weißensee von Südosten

Die Gemeinde breitete sich großzügig zwischen der Stadt Füssen und der Gemeinde Pfronten auf 14 Quadratkilometern und zwischen 800 und 1200 Höhenmetern aus. Weißensee war keine geschlossene Ortschaft, sondern bestand aus 23 Ortsteilen: Bachthal, Benken, Brand, Hinteregg, Hof, Hub, Hubmannsegg, Moos, Niederried, Oberdeusch, Oberkirch, Oberried, Roßmoos, Schwarzenbach, See, Spöttl, Tal, Unterdeusch, Vorderegg, Weißensee, Wiedmar, Wies und Wörth.

## Geschichte
Der Name des Sees rührt entweder von seinem durch abgelagerten Kalk weiß schimmernden Erscheinungsbild her oder lässt sich durch die Tatsache erklären, dass sich um etwa 600 n. Chr. ein Alemanne namens Wizo hier niedergelassen hat. Erstmals urkundlich erwähnt wird Weißensee im 12. Jahrhundert durch die „Herren von Wicense“.
Im Jahre 753 vermachte der fränkische König Pippin den See mit seinem Umland dem Augsburger Bischof Wikterp zu Gunsten der neu geschaffenen Klosterzelle St. Mang. Nach vielfachem Wechsel erwarb letztlich die Stadt Füssen im Jahre 1928 den See mit dem Fischereirecht aus privater Hand. Am 1. Mai 1978 wurde die bis dahin selbstständige Gemeinde Weißensee in die Gemeinde der Stadt Füssen eingegliedert.

## Sehenswürdigkeiten

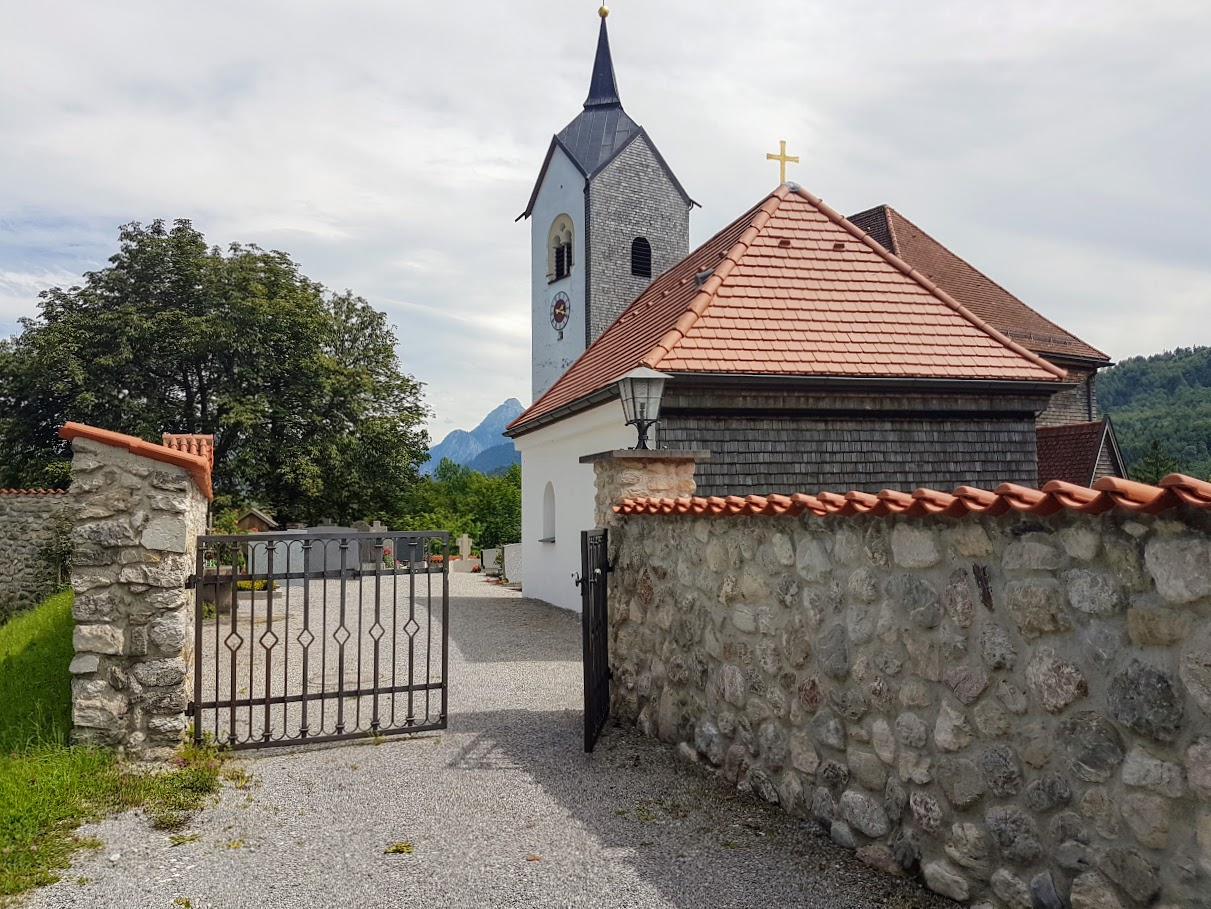
Pfarrkirche St. Walburga

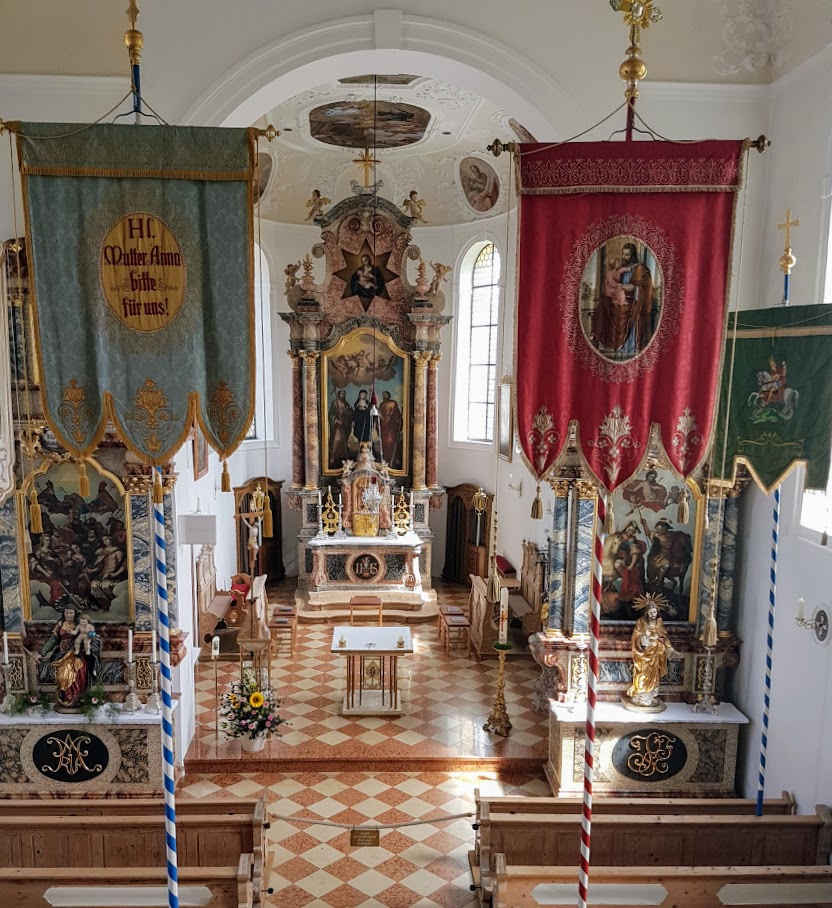
Innenraum der Pfarrkirche mit Choraltar und Prozessionsfahnen

Die Pfarrkirche St. Walburga steht im eigentlichen Ortsteil Weißensee unmittelbar über dem See und ist von einem Friedhof umgeben. Ihr Ursprung reicht ins 12. Jahrhundert zurück. Aus dieser Zeit stammt noch der romanische Unterteil des Turms. Die Kirche ist zuletzt in der Barockzeit umgestaltet worden. Ihr besonderer Schmuck ist der im Jahre 1715 entstandene Choraltar von Dominikus Zimmermann, dem späteren Erbauer der Wieskirche. Der Pfarrhof Weißensee unterhalb des Friedhofs steht als Schmuckstück des Ortes mitten in der Wiese und am Eingang zu einem kleinen Ruhegarten. Er wurde 1766 erbaut und besticht durch seine quadratischen Maße und sein hohes vierseitiges Walmdach.
Die Filialkirche St. Nikolaus in Oberkirch steht etwas versteckt oberhalb des Weißensee-Westufers, sie ist ein Kleinod der Allgäuer Kunst. Der gewölbte Chor zeigt noch alle Merkmale der Gotik des 14. Jahrhunderts. Turm und Schiff wurden im Jahre 1617 frühbarock umgestaltet und nach dem Dreißigjährigen Krieg von Meistern aus Weilheim, Füssen und Vils einheitlich mit Fresken, Altären und Kanzel ausgestattet.
Die Wieskapelle steht im Ortsteil Wies. Sie entstand im 17. Jahrhundert und wurde dem Heiligen Josef geweiht. Dort findet im Wechsel mit der Kirche in Oberkirch eine wöchentliche Heilige Messe statt.

## Infrastruktur
Weißensee ist ein beliebtes Wohn- und Urlaubsgebiet und lebt hauptsächlich von Tourismus und Landwirtschaft.
Die nächste Autobahnabfahrt der A7 befindet sich bei Füssen.
Südlich des Ortes verläuft die Staatsstraße 2521 (ehemals B 310) nach Füssen. In Füssen und bei Hopferau gibt es Stationen an der Bahnstrecke Marktoberdorf–Füssen.
Die Freiwillige Feuerwehr ist im Ortsteil Wiedmar zu finden. Dort steht auch das Feuerwehrhaus. Im Ortsteil Roßmoos ist das Schützenhaus, dort finden regelmäßige Veranstaltungen statt.

## Persönlichkeiten
- Nikolaus Bachmann († 1601), Abt im Kloster Stams[2]
- Simpert Kraemer (1679–1753), Baumeister und Stuckateur des Barock, geboren in Bichl (einer abgegangenen Einöde nahe Oberkirch)[3]
- Joseph Lipp (1900–1983), Maler, Grafiker und Illustrator, geboren in Bachthal[4]